# کارل-هاینتس فوسگرائو
کارل-هاینتس فوسگرائو (انگلیسی: Karl-Heinz Vosgerau; ۱۶ اوت ۱۹۲۷ – ۴ ژانویهٔ ۲۰۲۱)  بازیگر تلویزیون اهل کشور آلمان بود.
از فیلم‌ها یا برنامه‌های تلویزیونی که وی در آن نقش داشته‌است می‌توان به آبروی از دست رفته کاترینا بلوم و دهه پنجاه وحشی اشاره کرد.